# East Grain
Der East Grain ist ein kleiner Fluss im Forest of Bowland, Lancashire, England. Der East Grain entsteht auf dem Bleasdale Moors und fließt in westlicher Richtung bis zu seiner Mündung in den River Calder.